# Dobrohošť (Slowakije)
Dobrohošť (Hongaars: Doborgaz) is een Slowaakse gemeente in de regio Trnava, en maakt deel uit van het district Dunajská Streda.
Dobrohošť telt 422 inwoners.